# Коробчине (Кам'янський район)
Коро́бчине — село в Україні, у Криничанській селищній громаді Кам'янського району Дніпропетровської області.
Населення — 66 мешканців.

## Географія
Село Коробчине знаходиться на правому березі річки Базавлук, вище за течією на відстані 2,5 км розташоване село Червоноіванівка, нижче за течією на відстані 1,5 км розташоване село Адамівка. По селу протікає пересихаючий струмок з загатою.

## Історія
Село Коробчине виникло у XIX столітті як виселок Червоноіванівки, вихідці з цього села заснували поселення в Коробчиній балці (назва байраку походить від прізвища козака Коробки).
У 1929 році село стало осередком повстання проти колективізації України. За свідченням жителя Червоноіванівки Івана Дмитровича Лисиці, селяни розібрали відібрані в них худобу та сільгоспінвентар і побили кавалеристів, що приїхали з Червоноіванівки придушити заколот. Тоді до Коробчина було направлено більший загін. За побиття своїх, карателі пороли селян батогами.
Навесні 1930 року хвилювання в селі продовжились, про що свідчить документ ОДПУ: «село Червоно — Іванівка. Настрій селянства Червоно — Іванівки та Коробчино був найкращий 12 — 12 III., а тепер почалось хвилювання та організовані виступи на сільську раду з вигуками: „віддайте коней, віддайте посівматеріал“. Головна труднощ передбачається при отводі індивідуального наділу.»

## Населення

### Мова
Розподіл населення за рідною мовою за даними перепису 2001 року:
| Мова       | Відсоток |
| ---------- | -------- |
| українська | 90,9 %   |
| російська  | 7,6 %    |
| білоруська | 1,5 %    |